# Fed Cup 2016
Navigation
Édition précédente Édition suivante
La Fed Cup 2016 est la 54e édition du plus important tournoi de tennis opposant des équipes nationales féminines. Pour la cinquième fois sur les six dernières éditions, et la troisième consécutive, la République tchèque remporte ce tournoi.

## Organisation
L'organisation reste inchangée pour cette 54e édition de la Fed Cup avec les groupes mondiaux I et II et les barrages I et II.
Toutes les rencontres se déroulent au domicile de l'une des équipes qui, sur un week-end, se rencontrent en face à face au meilleur de cinq matchs (quatre simples et un double).

### Groupe mondial I
Le groupe mondial I compte huit équipes, les demi-finalistes 2015 et les vainqueurs des barrages I 2015, qui s'affrontent par élimination directe dans un tableau à trois tours organisés successivement en février, avril et novembre. Les équipes vaincues au premier tour disputent les barrages I 2016.
| République tchèque (1)                             | Russie (2) | Allemagne (3) | Italie (4) |
| France                                             | Pays-Bas   | Roumanie      | Suisse     |
| Note : Les équipes numérotées sont têtes de série. |            |               |            |

### Groupe mondial II
Le groupe mondial II compte également huit équipes, les vaincus des barrages I 2015 et les vainqueurs des barrages II 2015, qui s'affrontent en face à face en un seul tour organisé en février. Les vainqueurs participent aux barrages I 2016 et les vaincus participent aux barrages II 2016.
| Australie (1)                                      | Serbie (2) | Pologne (3) | Canada (4) |
| Biélorussie                                        | Espagne    | États-Unis  | Slovaquie  |
| Note : Les équipes numérotées sont têtes de série. |            |             |            |

### Barrages
Les barrages du groupe mondial I sont organisés en avril et opposent les équipes éliminées au premier tour du groupe mondial I et les vainqueurs du groupe mondial II. Les vainqueurs participent aux rencontres du groupe mondial I de l'édition 2017 et les vaincus aux rencontres du groupe mondial II de l'édition 2017.
Les barrages du groupe mondial II opposent quatre équipes issues des compétitions par zones géographiques aux quatre perdants des rencontres du groupe mondial II. Les vainqueurs participent au groupe mondial II de l'édition 2017 et les vaincus sont relégués dans les compétitions par zones géographiques.

## Faits marquants
- Pour son retour au plus haut niveau pour la première fois depuis 1998, les Pays-Bas, avec deux joueuses classées en dehors du top 100, réussissent l'exploit d'éliminer au premier tour l'équipe de Russie qui jouait à domicile. Cette rencontre a également été marquée par le record du match le plus long joué en Fed Cup lors de la victoire (7-64, 5-7, 10-8) de Richèl Hogenkamp sur Svetlana Kuznetsova en 4 heures[2]. L'équipe des Pays-Bas restait sur une série de huit victoires consécutives depuis 2013, avant d'être éliminée par la France (3-2).

## Résultats

### Groupe mondial I

#### Tableau
|  | Quarts de finale 06 - 07 février | Quarts de finale 06 - 07 février |                        |   | Demi-finales 16 - 17 avril | Demi-finales 16 - 17 avril |  |  | Finale 12 - 13 novembre | Finale 12 - 13 novembre |
|  | Quarts de finale 06 - 07 février | Quarts de finale 06 - 07 février |                        |   | Demi-finales 16 - 17 avril | Demi-finales 16 - 17 avril |  |  | Finale 12 - 13 novembre | Finale 12 - 13 novembre |
|  |                                  |                                  |                        |   |                            |                            |  |  |                         |                         |
|  | Cluj-Napoca, Roumanie            | Cluj-Napoca, Roumanie            |                        |   | Lucerne, Suisse            | Lucerne, Suisse            |  |  | Strasbourg, France      | Strasbourg, France      |
|  | Cluj-Napoca, Roumanie            | Cluj-Napoca, Roumanie            |                        |   | Lucerne, Suisse            | Lucerne, Suisse            |  |  | Strasbourg, France      | Strasbourg, France      |
|  | République tchèque (1)           | 3                                |                        |   | Lucerne, Suisse            | Lucerne, Suisse            |  |  | Strasbourg, France      | Strasbourg, France      |
|  | République tchèque (1)           | 3                                |                        |   | Lucerne, Suisse            | Lucerne, Suisse            |  |  | Strasbourg, France      | Strasbourg, France      |
|  | Roumanie                         | 2                                |                        |   | Lucerne, Suisse            | Lucerne, Suisse            |  |  | Strasbourg, France      | Strasbourg, France      |
|  | Roumanie                         | 2                                | République tchèque (1) | 3 |                            |                            |  |  | Strasbourg, France      | Strasbourg, France      |
|  | Leipzig, Allemagne               |                                  | République tchèque (1) | 3 |                            |                            |  |  | Strasbourg, France      | Strasbourg, France      |
|  |                                  | Suisse                           | 2                      |   |                            |                            |  |  | Strasbourg, France      | Strasbourg, France      |
|  | Allemagne (3)                    | Suisse                           | 2                      | 2 |                            |                            |  |  | Strasbourg, France      | Strasbourg, France      |
|  | Allemagne (3)                    |                                  |                        | 2 |                            |                            |  |  | Strasbourg, France      | Strasbourg, France      |
|  | Suisse                           | 3                                |                        |   |                            |                            |  |  | Strasbourg, France      | Strasbourg, France      |
|  | Suisse                           | 3                                | République tchèque (1) | 3 |                            |                            |  |  |                         |                         |
|  | Marseille, France                |                                  | République tchèque (1) | 3 |                            |                            |  |  |                         |                         |
|  |                                  | France                           | 2                      |   |                            |                            |  |  |                         |                         |
|  | France                           | France                           | 2                      | 4 |                            |                            |  |  |                         |                         |
|  | France                           | Trélazé, France                  |                        | 4 |                            |                            |  |  |                         |                         |
|  | Italie (4)                       | 1                                |                        |   |                            |                            |  |  |                         |                         |
|  | Italie (4)                       | 1                                | France                 | 3 |                            |                            |  |  |                         |                         |
|  | Moscou, Russie                   |                                  | France                 | 3 |                            |                            |  |  |                         |                         |
|  |                                  | Pays-Bas                         | 2                      |   |                            |                            |  |  |                         |                         |
|  | Pays-Bas                         | Pays-Bas                         | 2                      | 3 |                            |                            |  |  |                         |                         |
|  | Pays-Bas                         |                                  |                        | 3 |                            |                            |  |  |                         |                         |
|  | Russie (2)                       | 1                                |                        |   |                            |                            |  |  |                         |                         |
|  | Russie (2)                       | 1                                |                        |   |                            |                            |  |  |                         |                         |

#### Quarts de finale
| Roumanie – République tchèque : 2 - 3 Sala Polivalentă, Cluj-Napoca, Roumanie 06 - 07 février, Dur (int.) |                           |                                    |                |
| 1 | Simona Halep              | Karolína Plíšková                  | 7-64, 4-6, 2-6 |
| 1 | Monica Niculescu          | Petra Kvitová                      | 6-3, 6-4       |
| 1 | Simona Halep              | Petra Kvitová                      | 6-4, 3-6, 6-3  |
| 1 | Monica Niculescu          | Karolína Plíšková                  | 4-6, 6-4, 3-6  |
| 1 | Andreea Mitu Raluca Olaru | Karolína Plíšková Barbora Strýcová | 2-6, 3-6       |

| Allemagne – Suisse : 2 - 3 Leipziger Messe, Leipzig, Allemagne 06 - 07 février, Dur (int.) |                                     |                               |           |
| 2                                                                                          | Andrea Petkovic                     | Belinda Bencic                | 3-6, 4-6  |
| 2                                                                                          | Angelique Kerber                    | Timea Bacsinszky              | 6-1, 6-3  |
| 2                                                                                          | Angelique Kerber                    | Belinda Bencic                | 64-7, 3-6 |
| 2                                                                                          | Annika Beck                         | Timea Bacsinszky              | 7-5, 6-4  |
| 2                                                                                          | Anna-Lena Grönefeld Andrea Petkovic | Belinda Bencic Martina Hingis | 3-6, 2-6  |

| France – Italie : 4 - 1 Palais des Sports, Marseille, France 06 - 07 février, Dur (int.) |                                     |                              |               |
| 3                                                                                        | Kristina Mladenovic                 | Camila Giorgi                | 6-1, 4-6, 1-6 |
| 3                                                                                        | Caroline Garcia                     | Sara Errani                  | 6-3, 7-5      |
| 3                                                                                        | Kristina Mladenovic                 | Sara Errani                  | 7-64, 6-1     |
| 3                                                                                        | Caroline Garcia                     | Camila Giorgi                | 6-3, 6-4      |
| 3                                                                                        | Caroline Garcia Kristina Mladenovic | Martina Caregaro Sara Errani | 6-0, 6-1      |

| Russie – Pays-Bas : 1 - 3 Olimpiisky Indoor Arena, Moscou, Russie 06 - 07 février, Dur (int.) |                                    |                          |                 |
| 4                                                                                             | Ekaterina Makarova                 | Kiki Bertens             | 3-6, 4-6        |
| 4                                                                                             | Svetlana Kuznetsova                | Richèl Hogenkamp         | 64-7, 7-5, 8-10 |
| 4                                                                                             | Svetlana Kuznetsova                | Kiki Bertens             | 1-6, 4-6        |
| 4                                                                                             | Ekaterina Makarova                 | Richèl Hogenkamp         | Non joué        |
| 4                                                                                             | Daria Kasatkina Ekaterina Makarova | Cindy Burger Arantxa Rus | 6-0, 6-2        |

#### Demi-finales
| Suisse – République tchèque : 2 - 3 Messe Luzern, Lucerne, Suisse 16 - 17 avril, Dur (int.) |                                  |                                  |                |
| 5                                                                                           | Timea Bacsinszky                 | Barbora Strýcová                 | 0-6, 2-6       |
| 5                                                                                           | Viktorija Golubic                | Karolína Plíšková                | 3-6, 6-4, 6-4  |
| 5                                                                                           | Timea Bacsinszky                 | Karolína Plíšková                | 4-6, 2-6       |
| 5                                                                                           | Viktorija Golubic                | Barbora Strýcová                 | 3-6, 7-66, 6-1 |
| 5                                                                                           | Viktorija Golubic Martina Hingis | Lucie Hradecká Karolína Plíšková | 2-6, 2-6       |

| France – Pays-Bas : 3 - 2 Arena Loire, Trélazé, France 16 - 17 avril, Terre battue (int.) |                                     |                               |               |
| 6                                                                                         | Caroline Garcia                     | Kiki Bertens                  | 4-6, 2-6      |
| 6                                                                                         | Kristina Mladenovic                 | Richèl Hogenkamp              | 6-2, 6-4      |
| 6                                                                                         | Kristina Mladenovic                 | Kiki Bertens                  | 5-7, 4-6      |
| 6                                                                                         | Caroline Garcia                     | Arantxa Rus                   | 6-3, 6-4      |
| 6                                                                                         | Caroline Garcia Kristina Mladenovic | Kiki Bertens Richèl Hogenkamp | 4-6, 6-3, 6-3 |

#### Finale
La finale de cette édition se joue à Strasbourg et oppose la France à la République tchèque. L'équipe tchèque, emmenée notamment par Petra Kvitová et Karolína Plíšková, tente de conserver son trophée et atteint la finale pour la 5e fois en 6 ans (pour 4 titres). Pour la France, il s'agit de la première apparition en finale depuis 2005, son dernier succès dans la compétition remontant à 2003, dont la capitaine actuelle Amélie Mauresmo faisait partie.
| France – République tchèque : 2 - 3 Rhénus Sport, Strasbourg, France 12 - 13 novembre, Dur (int.) |                                     |                                    |                 |
| 7                                                                                                 | Kristina Mladenovic                 | Karolína Plíšková                  | 3-6, 6-4, 14-16 |
| 7                                                                                                 | Caroline Garcia                     | Petra Kvitová                      | 7-66, 6-3       |
| 7                                                                                                 | Caroline Garcia                     | Karolína Plíšková                  | 6-3, 3-6, 6-3   |
| 7                                                                                                 | Alizé Cornet                        | Barbora Strýcová                   | 2-6, 64-7       |
| 7                                                                                                 | Caroline Garcia Kristina Mladenovic | Karolína Plíšková Barbora Strýcová | 5-7, 5-7        |

### Groupe mondial II
| Slovaquie – Australie : 2 - 3 Aegon Arena, Bratislava, Slovaquie 06 - 07 février, Dur (int.) |                                  |                                 |               |
| 1                                                                                            | Anna Karolína Schmiedlová        | Arina Rodionova                 | 5-7, 7-5, 6-0 |
| 1                                                                                            | Jana Čepelová                    | Samantha Stosur                 | 3-6, 4-6      |
| 1                                                                                            | Anna Karolína Schmiedlová        | Samantha Stosur                 | 65-7, 5-7     |
| 1                                                                                            | Dominika Cibulková               | Kimberly Birrell                | 6-3, 6-1      |
| 1                                                                                            | Jana Čepelová Daniela Hantuchová | Casey Dellacqua Samantha Stosur | 7-5, 1-6, 2-6 |

| Canada – Biélorussie : 2 - 3 PEPS, Québec, Canada 06 - 07 février, Dur (int.) |                               |                                       |               |
| 2                                                                             | Françoise Abanda              | Aliaksandra Sasnovich                 | 4-6, 6-2, 3-6 |
| 2                                                                             | Aleksandra Wozniak            | Olga Govortsova                       | 6-2, 6-2      |
| 2                                                                             | Françoise Abanda              | Olga Govortsova                       | 6-4, 6-4      |
| 2                                                                             | Aleksandra Wozniak            | Aliaksandra Sasnovich                 | 4-6, 4-6      |
| 2                                                                             | Gabriela Dabrowski Carol Zhao | Olga Govortsova Aliaksandra Sasnovich | 2-6, 4-6      |

| États-Unis – Pologne : 4 - 0 Holua Tennis Center, Kailua-Kona, États-Unis 06 - 07 février, Dur (ext.) |                                       |                                  |          |
| 3 | Sloane Stephens                       | Magda Linette                    | 6-2, 6-4 |
| 3 | Venus Williams                        | Paula Kania                      | 7-5, 6-2 |
| 3 | Venus Williams                        | Magda Linette                    | 6-1, 6-2 |
| 3 | Sloane Stephens                       | Paula Kania                      | Non joué |
| 3 | Bethanie Mattek-Sands Coco Vandeweghe | Klaudia Jans-Ignacik Paula Kania | 6-1, 7-5 |

| Serbie – Espagne : 0 - 4 Kraljevo Sports Centre, Kraljevo, Serbie 06 - 07 février, Dur (int.) |                               |                                     |                   |
| 4                                                                                             | Ivana Jorović                 | Garbiñe Muguruza                    | 3-6, 1-6          |
| 4                                                                                             | Jelena Janković               | Carla Suárez Navarro                | 4-6, 2-6          |
| 4                                                                                             | Jelena Janković               | Garbiñe Muguruza                    | 3-6, 4-6          |
| 4                                                                                             | Bojana Jovanovski             | Carla Suárez Navarro                | Non joué          |
| 4                                                                                             | Ivana Jorović Nina Stojanović | Lara Arruabarrena Lourdes Domínguez | 6-4, 66-7, [7-10] |

### Barrages du groupe mondial I
Les équipes qui participent à ce tour de barrages sont (entre parenthèses, le numéro des têtes de série) :
- les quatre équipes éliminées au premier tour du groupe mondial I : Allemagne (3), Italie (2), Roumanie et Russie (1) ;
- les quatre équipes victorieuses du groupe mondial II : Australie (4), Biélorussie, Espagne et États-Unis.

| Russie – Biélorussie : 2 - 3 Loujniki Arena, Moscou, Russie 16 - 17 avril, Terre battue (int.) |                               |                                 |               |
| 1                                                                                              | Daria Kasatkina               | Aliaksandra Sasnovich           | 6-3, 3-6, 6-1 |
| 1                                                                                              | Margarita Gasparyan           | Victoria Azarenka               | 2-6, 3-6      |
| 1                                                                                              | Daria Kasatkina               | Victoria Azarenka               | 2-6, 7-5, 3-6 |
| 1                                                                                              | Margarita Gasparyan           | Aliaksandra Sasnovich           | 6-4, 1-6, 5-7 |
| 1                                                                                              | Daria Kasatkina Elena Vesnina | Olga Govortsova Aryna Sabalenka | 6-4, 6-2      |

| Espagne – Italie : 4 - 0 Club de tennis Lleida, Lérida, Espagne 16 - 17 avril, Terre battue (ext.) |                                             |                                 |           |
| 2                                                                                                  | Garbiñe Muguruza                            | Francesca Schiavone             | 7-64, 6-0 |
| 2                                                                                                  | Carla Suárez Navarro                        | Roberta Vinci                   | 6-1, 6-1  |
| 2                                                                                                  | Garbiñe Muguruza                            | Roberta Vinci                   | 6-2, 6-2  |
| 2                                                                                                  | Carla Suárez Navarro                        | Francesca Schiavone             | Non joué  |
| 2                                                                                                  | Anabel Medina Garrigues Sara Sorribes Tormo | Karin Knapp Francesca Schiavone | 1-1, ab.  |

| Roumanie – Allemagne : 1 - 4 Sala Polivalentă, Cluj-Napoca, Roumanie 16 - 17 avril, Terre battue (int.) |                                       |                          |                    |
| 3 | Irina-Camelia Begu                    | Angelique Kerber         | 2-6, 3-6           |
| 3 | Simona Halep                          | Andrea Petkovic          | 6-4, 65-7, 6-4     |
| 3 | Simona Halep                          | Angelique Kerber         | 2-6, 2-6           |
| 3 | Monica Niculescu                      | Andrea Petkovic          | 6-0, 61-7, 3-6     |
| 3 | Irina-Camelia Begu Alexandra Dulgheru | Annika Beck Julia Görges | 7-65, 64-7, [7-10] |

| Australie – États-Unis : 0 - 4 Pat Rafter Arena, Brisbane, Australie 16 - 17 avril, Terre battue (ext.) |                                 |                                       |               |
| 4 | Daria Gavrilova                 | Madison Keys                          | 4-6, 2-6      |
| 4 | Samantha Stosur                 | Christina McHale                      | 6-3, 1-6, 5-7 |
| 4 | Samantha Stosur                 | Coco Vandeweghe                       | 6-2, 5-7, 4-6 |
| 4 | Daria Gavrilova                 | Christina McHale                      | Non joué      |
| 4 | Daria Gavrilova Arina Rodionova | Bethanie Mattek-Sands Coco Vandeweghe | 1-6, 4-6      |

### Barrages du groupe mondial II
Les équipes qui participent à ce tour de barrages sont (entre parenthèses, le numéro des têtes de série) :
- les quatre équipes vaincues du groupe mondial II : Canada (2), Pologne (3), Serbie (1) et Slovaquie ;
- les quatre équipes victorieuses des phases de groupes dans chaque zone géographique : Argentine (4), Belgique, Taipei chinois et Ukraine.

| Serbie – Belgique : 2 - 3 Hala Pionir, Belgrade, Serbie 16 - 17 avril, Terre battue (int.) |                               |                                       |                  |
| 1                                                                                          | Aleksandra Krunić             | Kirsten Flipkens                      | 6-4, 7-68        |
| 1                                                                                          | Jovana Jakšić                 | Yanina Wickmayer                      | 5-7, 0-6         |
| 1                                                                                          | Aleksandra Krunić             | Yanina Wickmayer                      | 6-1, 5-7, 6-8    |
| 1                                                                                          | Ivana Jorović                 | Kirsten Flipkens                      | 68-7, 4-6        |
| 1                                                                                          | Jovana Jakšić Nina Stojanović | Ysaline Bonaventure An-Sophie Mestach | 4-6, 6-0, [10-5] |

| Slovaquie – Canada : 3 - 2 Aegon Arena, Bratislava, Slovaquie 16 - 17 avril, Terre battue (int.) |                                 |                                             |                  |
| 2                                                                                                | Dominika Cibulková              | Françoise Abanda                            | 4-6, 6-3, 6-1    |
| 2                                                                                                | Anna Karolína Schmiedlová       | Aleksandra Wozniak                          | 6-4, 4-6, 6-4    |
| 2                                                                                                | Jana Čepelová                   | Françoise Abanda                            | 5-7, 2-6         |
| 2                                                                                                | Dominika Cibulková              | Aleksandra Wozniak                          | 6-2, 6-0         |
| 2                                                                                                | Jana Čepelová Tereza Mihalíková | Sharon Fichman Charlotte Robillard-Millette | 3-6, 6-0, [8-10] |

| Pologne – Taipei chinois : 1 - 4 ORiR Hala Widowiskowo, Inowrocław, Pologne 16 - 17 avril, Dur (int.) |                                     |                                |               |
| 3 | Paula Kania                         | Hsu Ching-wen                  | 3-6, 4-6      |
| 3 | Magdalena Fręch                     | Lee Ya-hsuan                   | 4-6, 6-0, 6-2 |
| 3 | Paula Kania                         | Lee Ya-hsuan                   | 6-2, 3-6, 7-9 |
| 3 | Magdalena Fręch                     | Hsu Ching-wen                  | 2-6, 6-4, 3-6 |
| 3 | Klaudia Jans-Ignacik Katarzyna Kawa | Chan Chin-wei Chuang Chia-jung | 2-6, 61-7     |

| Ukraine – Argentine : 4 - 0 CAMPA Tennis Club, Boutcha, Ukraine 16 - 17 avril, Dur (ext.) |                                  |                                           |          |
| 4                                                                                         | Kateryna Bondarenko              | María Irigoyen                            | 6-1, 6-1 |
| 4                                                                                         | Lesia Tsurenko                   | Nadia Podoroska                           | 6-1, 6-4 |
| 4                                                                                         | Lesia Tsurenko                   | María Irigoyen                            | 6-0, 6-3 |
| 4                                                                                         | Kateryna Bondarenko              | Nadia Podoroska                           | Non joué |
| 4                                                                                         | Kateryna Bondarenko Olga Savchuk | María Lourdes Carlé Guadalupe Pérez Rojas | 6-1, 6-3 |